# Žalm 4
Žalm 4 („Když volám, odpověz mi, Bože mé spravedlnosti“) je biblický žalm. Žalm je nadepsán těmito slovy: „Pro předního zpěváka, za doprovodu strunných nástrojů. Žalm Davidův.“ Podle některých vykladačů toto nadepsání znamená, že žalm byl určen k tomu, aby jej při určitých příležitostech odzpívával zkušený zpěvák za přítomnosti krále z Davidova rodu s doprovodem hudebního nástroje. Raši naproti tomu toto nadepsání vykládá tak, že „tento žalm byl Davidem složen pro levijce, kteří dirigují zpěv z chrámového pódia.“

## Užití
Spis Šimuš Tehilim („Užití Žalmů“), jehož autorem je zřejmě židovský učenec Chaj Ga'on (939–1038), uvádí, že recitace 4. žalmu je prospěšná těm, kteří potřebují něco zdárně nebo úspěšně vykonat, zvláště pak v případech, kdy jsou nuceni se obrátit s žádostí nebo prosbou na nějakého vlivného jedince.